# Gennaro Maldarelli
Gennaro Maldarelli (né en 1795 à Naples et mort le 20 mai 1858 à Naples) est un peintre italien académique.

## Biographie

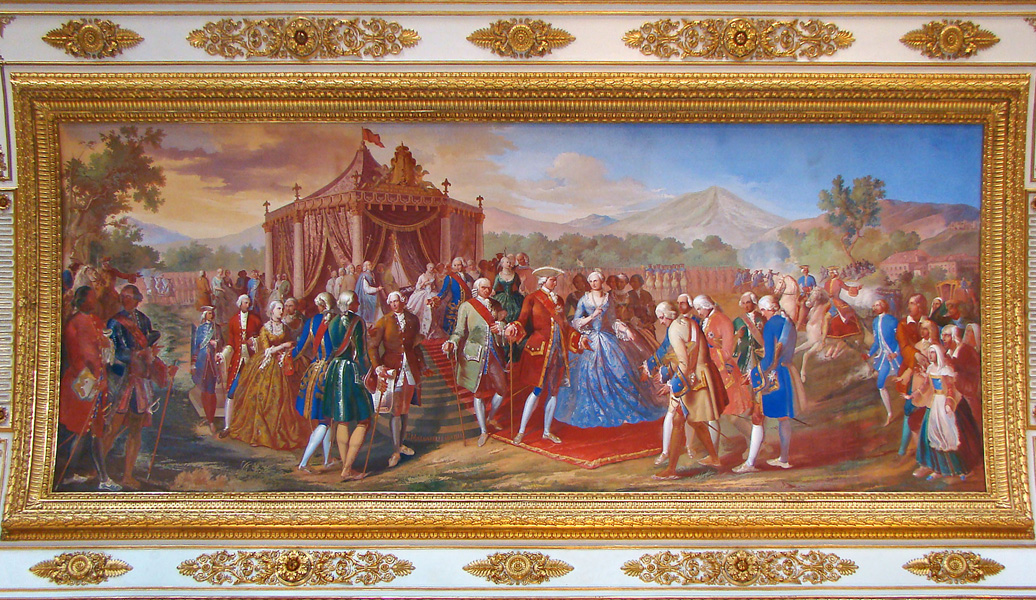
Fresque de la salle du trône du palais de Caserte, La Pose de la première pierre du palais.

Maldarelli est l'élève de Costanzo Angelini, puis devient professeur de dessin à l'académie royale de Naples. Il se spécialise dans les décorations de style pompéien pour l'aristocratie napolitaine, dont il peint les palais, comme le Palazzo Ruffo della Scaletta, le Palazzo Doria d’Angri, le Palazzo Colonna di Stigliano  ou encore le Palazzo Caracciolo di San Teodoro. Il peint aussi les fresques (1837) du dôme de l'église San Carlo all'Arena. Le diplomate anglais Lord Napier ne tenait pas du tout son œuvre en haute estime.
Maldarelli était très proche de la dynastie Bourbon, dont il fit des portraits, et il a donc reçu des commandes pour le palais royal de Naples et ce qui est maintenant la Bibliothèque nationale de Naples, et pour le palais royal de Capodimonte. En 1845, il aide à la décoration du plafond de la salle du trône du palais de Caserte qui dépeint La Cérémonie de la pose de la première pierre. Il peint pour le salon d'Alexandre une grande toile intitulée Charles de Bourbon abdiquant en faveur de son fils Ferdinand IV de Naples.
Maldarelli meurt à Naples en 1858.